# Saint-Quentin-la-Tour
För andra betydelser, se Saint-Quentin (olika betydelser).
Saint-Quentin-la-Tour är en kommun i departementet Ariège i regionen Occitanien i södra Frankrike. Kommunen ligger  i kantonen Mirepoix som ligger i arrondissementet Pamiers. År 2022 hade Saint-Quentin-la-Tour 320 invånare.

## Befolkningsutveckling
Antalet invånare i kommunen Saint-Quentin-la-Tour
Referens: INSEE